# Episodi di Squadra emergenza (serie televisiva 1999) (quinta stagione)
La quinta stagione della serie televisiva Squadra emergenza, composta da 22 episodi, è stata trasmessa negli Stati Uniti dal canale NBC dal 29 settembre 2003 al 7 maggio 2004.
In Italia la stagione è stata trasmessa da Italia 1.
| nº | Titolo originale           | Titolo italiano      | Prima TV USA      | Prima TV Italia |
| -- | -------------------------- | -------------------- | ----------------- | --------------- |
| 1  | The Truth and Other Lies   | Chi ha sparato?      | 29 settembre 2003 |                 |
| 2  | My Opening Farewell        | Addio Alex           | 6 ottobre 2003    |                 |
| 3  | Lockdown                   | Prigionieri          | 13 ottobre 2003   |                 |
| 4  | In Lieu of Johnson         | Al posto di Johnson  | 20 ottobre 2003   |                 |
| 5  | Goodbye to All That        | Sotto sorveglianza   | 31 ottobre 2003   |                 |
| 6  | Surrender                  | Udienza preliminare  | 7 novembre 2003   |                 |
| 7  | Payback                    | Confessione di colpa | 14 novembre 2003  |                 |
| 8  | Fury                       | Impeto d'ira         | 21 novembre 2003  |                 |
| 9  | A Ticket Grows in Brooklyn | Panni sporchi        | 5 dicembre 2003   |                 |
| 10 | The Spirit                 | Spirito natalizio    | 12 dicembre 2003  |                 |
| 11 | A Call for Help            | Una strana ferita    | 9 gennaio 2004    |                 |
| 12 | Black and Blue             | False uniformi       | 16 gennaio 2004   |                 |
| 13 | Sleeping Dogs Lie          | La confessione       | 6 febbraio 2004   |                 |
| 14 | Blessed and Bewildered     | La festa             | 13 febbraio 2004  |                 |
| 15 | No More, Forever           | Sotto sequestro      | 20 febbraio 2004  |                 |
| 16 | Family Ties (1)            | Affari di famiglia   | 27 febbraio 2004  |                 |
| 17 | Family Ties (2)            | Affare sporco        | 5 marzo 2004      |                 |
| 18 | Purgatory                  | Senso di colpa       | 9 aprile 2004     |                 |
| 19 | Spanking the Monkey        | L'informatore        | 16 aprile 2004    |                 |
| 20 | In Plain View              | Padre perfetto       | 23 aprile 2004    |                 |
| 21 | Higher Calling             | Dovere di coscienza  | 30 aprile 2004    |                 |
| 22 | Monsters                   | La vendetta di Mann  | 7 maggio 2004     |                 |